# Durian Batakuk
Durian Batakuk is een bestuurslaag in het regentschap Merangin van de provincie Jambi, Indonesië. Durian Batakuk telt 933 inwoners (volkstelling 2010).